# Sanktuarium Matki Bożej Fatimskiej w Szczecinie
Sanktuarium Matki Bożej Fatimskiej – świątynia katolicka na Osiedlu Słonecznym w Szczecinie, zbudowana w latach 1987-1988 według projektu dra hab. inż. arch. Adama Szymskiego i mgr. inż. arch. Mariana Rozwarskiego jako wotum za uratowanie życia Jana Pawła II. Według ich projektu zbudowany jest cały zespół sakralny: kościół, kaplica i budynki mieszkalno-katechetyczne .  

## Historia
Projekt kaplicy został stworzony przez dra hab. inż. arch. Adama Szymskiego   i mgr. inż. arch. Mariana Rozwarskiego . Rolę kierownika budowy pełnił ksiądz Jan Cichy , który był proboszczem od 14 stycznia 1985 roku. W pierwszej fazie budowy wybudowano kaplicę dla Sanktuarium Matki Boskiej Fatimskiej, której statua została ukoronowana przez papieża Jana Pawła II w czasie pielgrzymki w Szczecinie 11 czerwca 1987 r. na Jasnych Błoniach .
Dla ukoronowania Matki Boskiej wzniesiono ołtarz i nadstawę z brązu o tematyce pięciu tajemnic różańcowych według projektu plastyka doc. arch. Czesława Dźwigaja . Uroczystego poświęcenia Sanktuarium Matki Bożej Fatimskiej dokonał biskup szczecińsko-kamieński Kazimierz Majdański 15 sierpnia 1988 roku . 

## Statua Matki Bożej Fatimskiej
W sanktuarium przedmiotem kultu jest figura Matki Bożej Fatimskiej wykonana w Fatimie. Statua z drewna (o wys. 120 cm) wraz z pozłacaną koroną jest darem ruchu maryjnego z Francji i Stanów Zjednoczonych, znanego w świecie pod nazwą Błękitna Armia Maryi. Figurę odebrano w Fatimie 11 października 1985 i w drodze do Polski, w Rzymie, 10 listopada 1985 została poświęcona podczas audiencji przez Jana Pawła II. W Szczecinie, w uroczystość Świętej Bożej Rodzicielki, 1 stycznia 1986, figurę Matki Bożej Fatimskiej intronizował ks. bp Kazimierz Majdański. To właśnie tutaj, Jan Paweł II dokonał pierwszej w Polsce koronacji figury fatimskiej. Miało to miejsce w Szczecinie, na Jasnych Błoniach, 11 czerwca 1987, podczas III pielgrzymki Jana Pawła II do Polski. Po uroczystościach, Pani Fatimska została przewieziona do bazyliki katedralnej i następnie peregrynowała po diecezji. Wreszcie w uroczystość Wniebowzięcia NMP, 15 sierpnia 1988, statua Matki Bożej Fatimskiej została na stałe wyeksponowana w swoim nowo poświęconym Sanktuarium. Autorem projektu marmurowego ołtarza, nadstawy ołtarzowej oraz mandorli wokół Madonny jest Czesław Dźwigaj z Krakowa. Witraże autorstwa szczecińskiego artysty plastyka Brunona Tode przedstawiają sceny związane z historią objawień Tajemnic fatimskich.
Wota dziękczynne podarowane przez Jana Pawła II:
- Piuska - 2003 r. (z okazji 15-lecia koronacji figury Pani Fatimskiej)
- Różaniec - 2003 r.

Od maja do października, każdego 13. dnia miesiąca odbywają się w sanktuarium nabożeństwa fatimskie ku czci Najświętszej Marii Panny. Przy Sanktuarium jest dom pielgrzyma zapewniający zaplecze gastronomiczne i noclegowe.

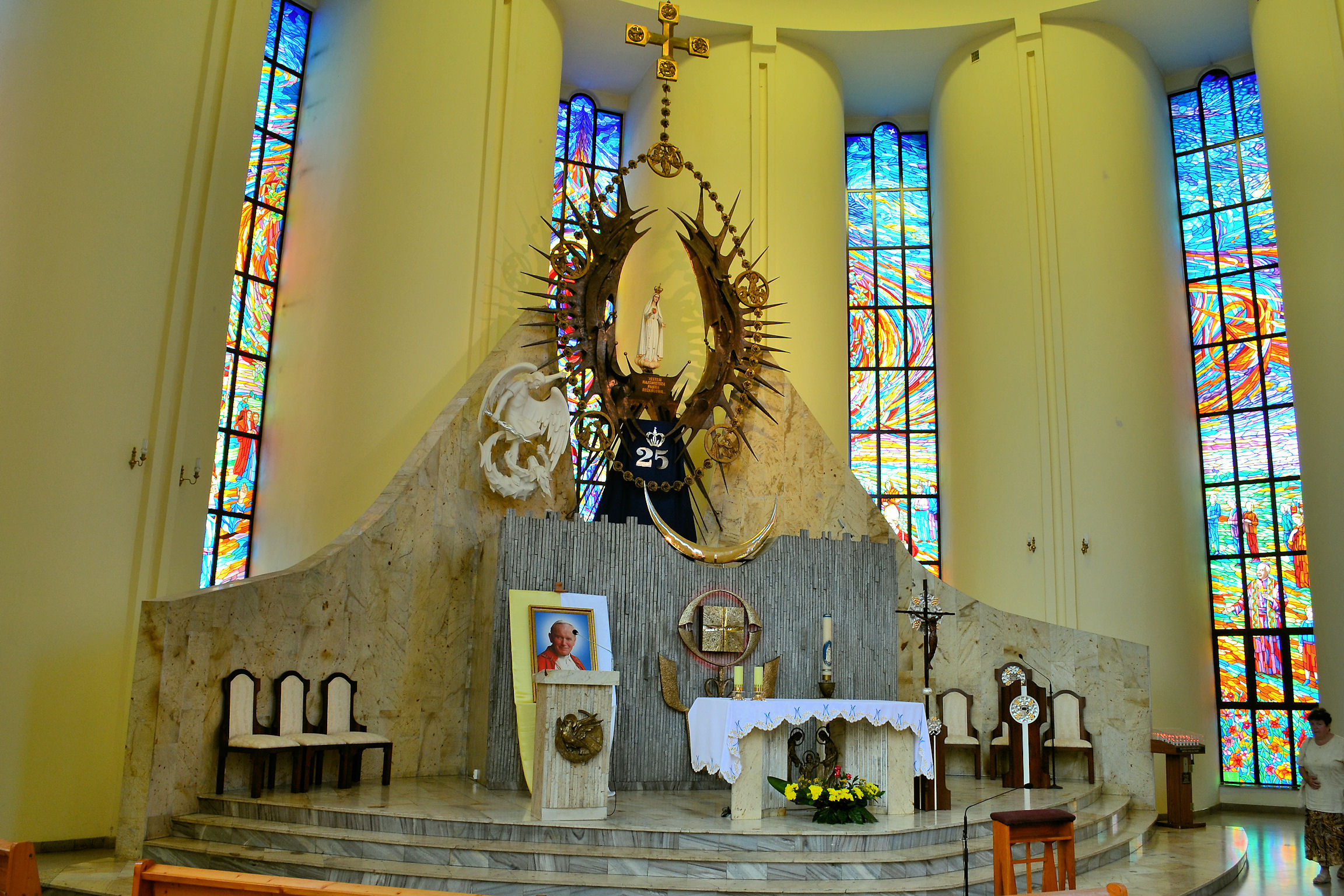
Wnętrze Sanktuarium